# Casa de Cultura Jesús Reyes Heroles
La Casa de Cultura Jesús Reyes Heroles es una de las casas culturales más impresionantes de la delegación Coyoacán, nombrada así en honor al reconocido historiador y politólogo. Dentro de este espacio se ofrecen conferencias, cine, teatro, exposiciones de artes plásticas, presentaciones de libros, reuniones de trabajo, muestras de danza, seminarios, recitales musicales y de coros. También ofrecen numerosos talleres de actividades artísticas y culturales como guitarra, óleo, canto, teatro, ajedrez, idiomas, diversos estilos de baile, fotografía, disciplinas como Yoga y Tai Chi, entre otros.

## Historia
La Casa se levanta en un predio que, llevaba el nombre náhuatl de Izotitlán, o entre izotes, palma silvestre con que se tejen los sombreros. En tiempos de la Colonia, por ahí de 1780, la Casa pertenecía a Don Juan de Luna Celis, quien en el terreno tuvo una pequeña fábrica de papel. En el México independiente, en pleno siglo XIX, la casona fue adquirida por la familia Espinoza de los Monteros y años más tarde adquirida por Don Ignacio Cortina García y Doña Lorenza Bermejillo de Cortina, quienes el 8 de febrero de 1916 otorgan el título de compra a Don Francisco Armida que se muda aquí con su familia, conservando el viejo casco original y la antiquísima cruz atrial que permanece en el primer patio de la Casa. Los grandes cambios llegaron en la década de 1940, cuando la familia Armida comenzó a ampliar la Casa para poder alojar a todos sus miembros, respetando siempre el viejo estilo colonial.
El último propietario, Don Francisco Armida, vendió la propiedad al Partido Revolucionario Institucional (PRI), el que la utilizó como casa de campaña para la presidencia de Miguel de la Madrid Hurtado. Una vez ganadas las elecciones, se donó a la delegación para fines culturales, y hoy en día es una de las casas culturales más hermosas e importantes de la Ciudad de México.

## Casa de Cultura

### Instalaciones
Cuenta con tres galerías de arte, la primera lleva el nombre de “Alfredo Ramos Martínez”, en honor del pintor impresionista regiomontano, que en el año de 1911 fue nombrado Director de la Academia de San Carlos y quien además fue fundador de las Escuelas de Pintura al Aire Libre. La segunda fue llamada “Guillermo Kahlo”, en memoria del famoso fotógrafo porfiriano. La tercera, “Miguel Álvarez Acosta”, recuerda al ilustre potosino que fue director del Instituto Nacional de Bellas Artes en la década de los cincuenta, promotor incansable del arte en México, además de cuentista, novelista periodista y artista plástico. En todas ellas se organizan periódicamente exposiciones de artes plásticas de artistas nacionales y extranjeros.
La Casa cuenta también con una vistosa cocina mexicana forrada de Talavera poblana y un restaurante.
En la Casa existen, además, dos grandes espacios para usos múltiples; el Salón “José María Morelos”, en reconocimiento al así llamado “Siervo de la Nación”, líder e iniciador del movimiento independentista de nuestro país y a quien debemos un documento clave de nuestra historia: “Los Sentimientos de la Nación”. Y el Salón “Salvador Novo”, en honor al poeta, ensayista y literato coyoacanense, impulsor de la cultura mexicana, cuya vida y obra marcó el ambiente artístico del México de mediados del siglo XX.
En todos estos espacios tienen lugar presentaciones de libros, conferencias, mesas redondas, así como recitales y conciertos.

## Galería de imágenes

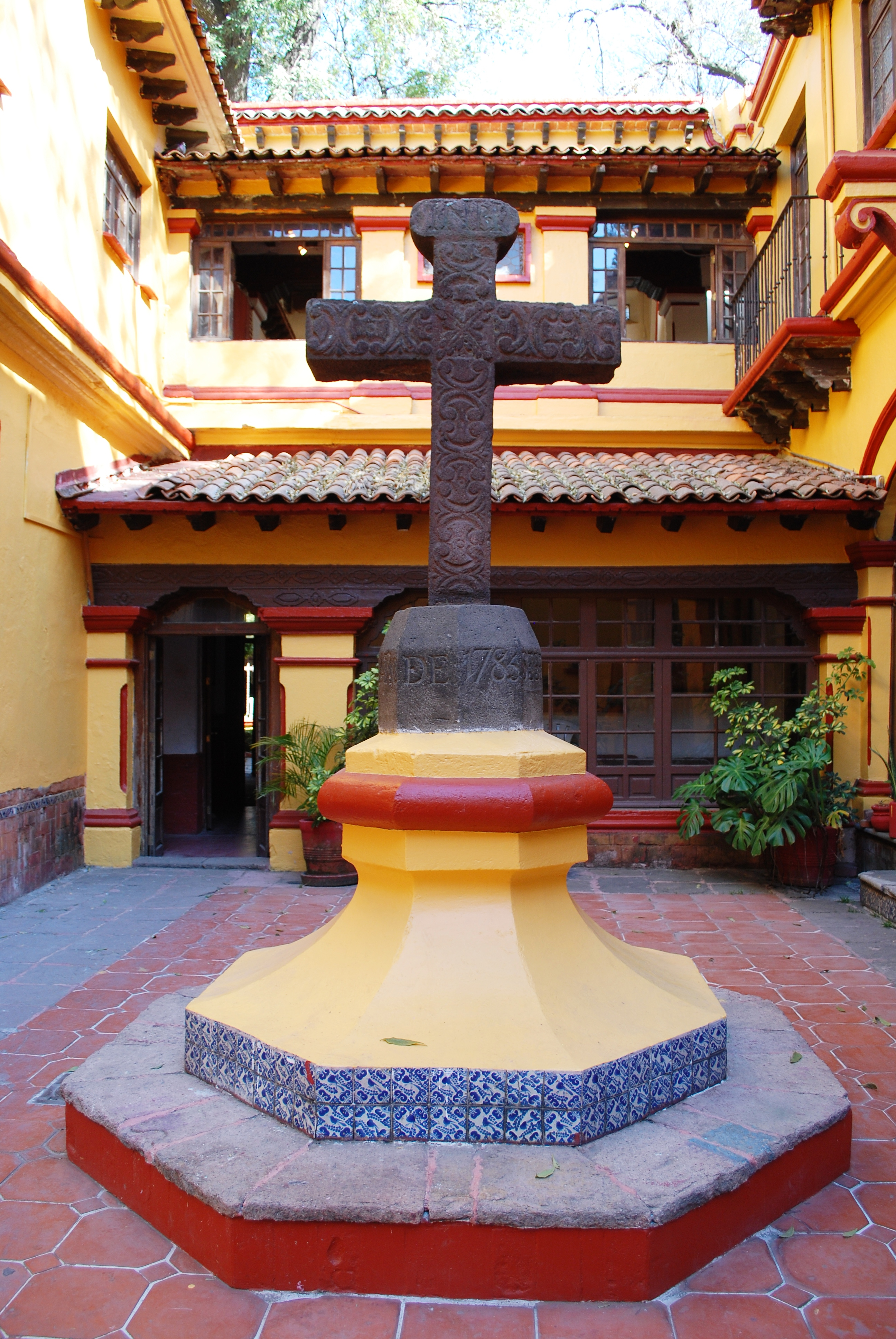
Interior de la Centro
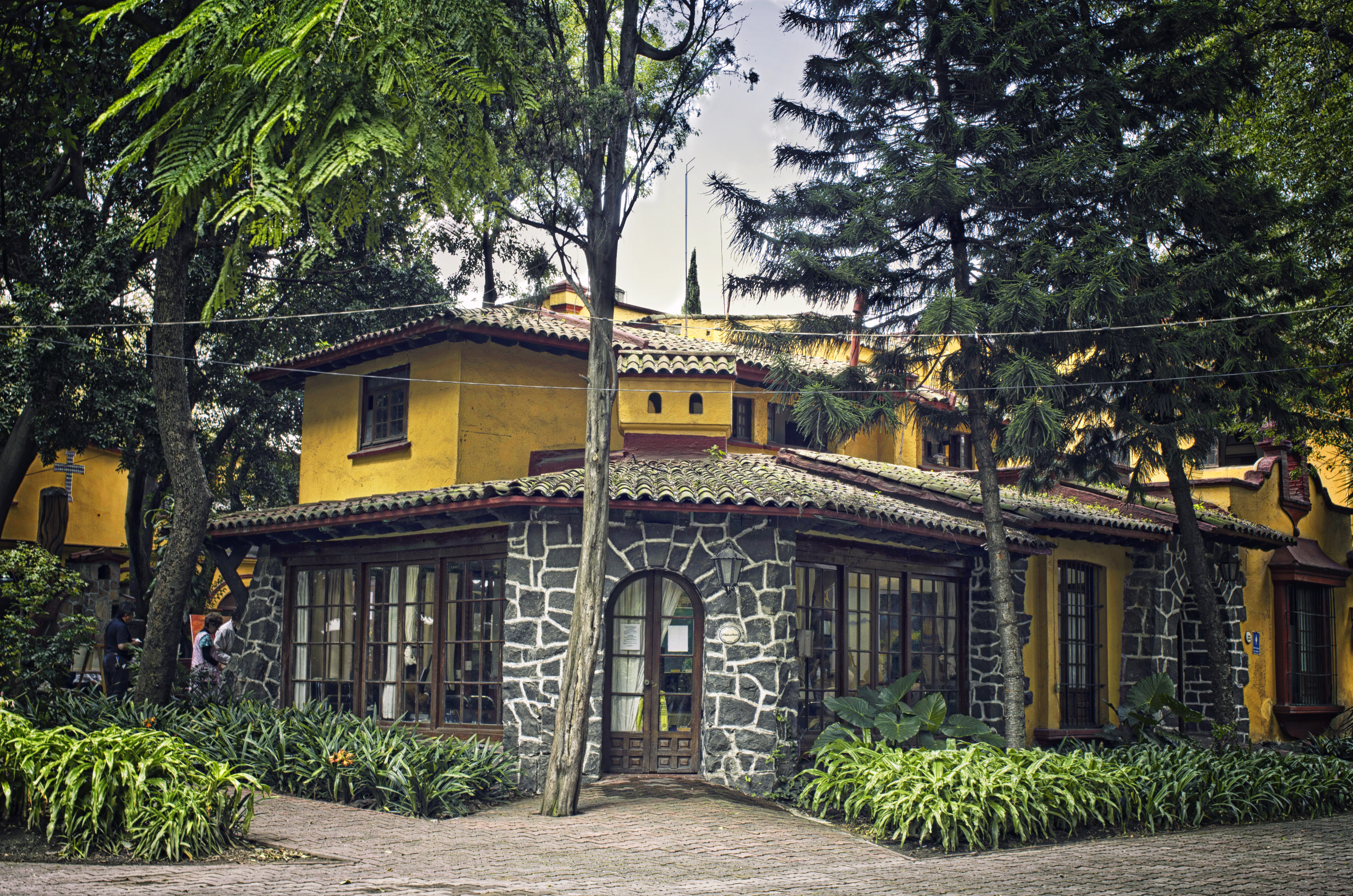
Fachada interna
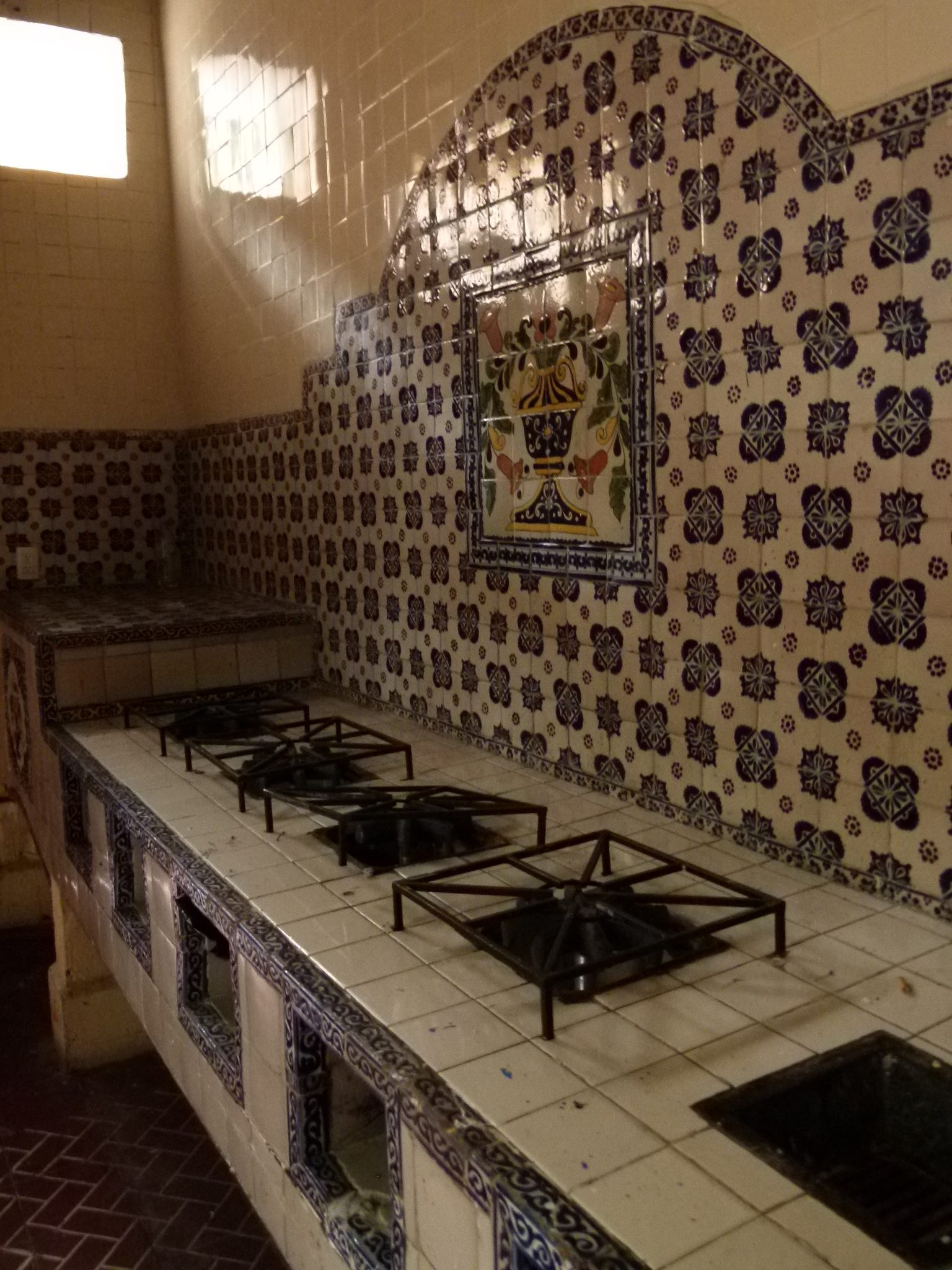
Cocina del Centro